# Temperaturmethode

Der Menstruationszyklus mit Hormonspiegel und Verlauf der Basaltemperaturkurve zwischen 36 und 37 °C

Die Temperaturmethode ist eine Methode der natürlichen Empfängnisverhütung, bei der man durch Messung der zyklischen Schwankungen der Basaltemperatur den Zeitpunkt des Eisprungs einer Frau ermittelt. Der Pearl-Index der Temperaturmethode beträgt 0,8 bis 3. Sie wird heute meist zusammen mit der Billings-Methode angewendet, da die Kombination dieser beiden Methoden (zusammen die sogenannte symptothermale Methode) einen niedrigeren Pearl-Index aufweist.
Im Falle eines Kinderwunsches kann die Temperaturmethode angewendet werden, um die fruchtbaren Tage zu prognostizieren und so durch Geschlechtsverkehr an den fruchtbaren Tagen die Wahrscheinlichkeit einer Befruchtung zu erhöhen.

## Grundlagen
Die Basaltemperatur ist einer vom Menstruationszyklus abhängigen periodischen Schwankung unterworfen und steigt kurz nach dem Eisprung um einige Zehntelgrad an (siehe Grafik). Die Temperaturmethode beruht darauf, durch Feststellen einer mindestens dreitägigen Temperaturerhöhung den Zeitpunkt des Eisprungs rückwirkend zu erkennen und somit auf die nun folgenden unfruchtbaren Tage zu schließen.
Infektionen, Fieber, Alkoholkonsum, Jetlag, Schlafmangel, Schichtarbeit, unterbrochener Nachtschlaf und ähnliche Auslöser können ebenfalls zu Schwankungen der Basaltemperatur führen, so dass je nach Lebensumständen durch die alleinige Temperaturmessung der Eisprung nicht völlig zuverlässig bestimmt werden kann, da die Messwerte entsprechender Tage unter Umständen das Ergebnis verfälschen.

## Vorgehensweise

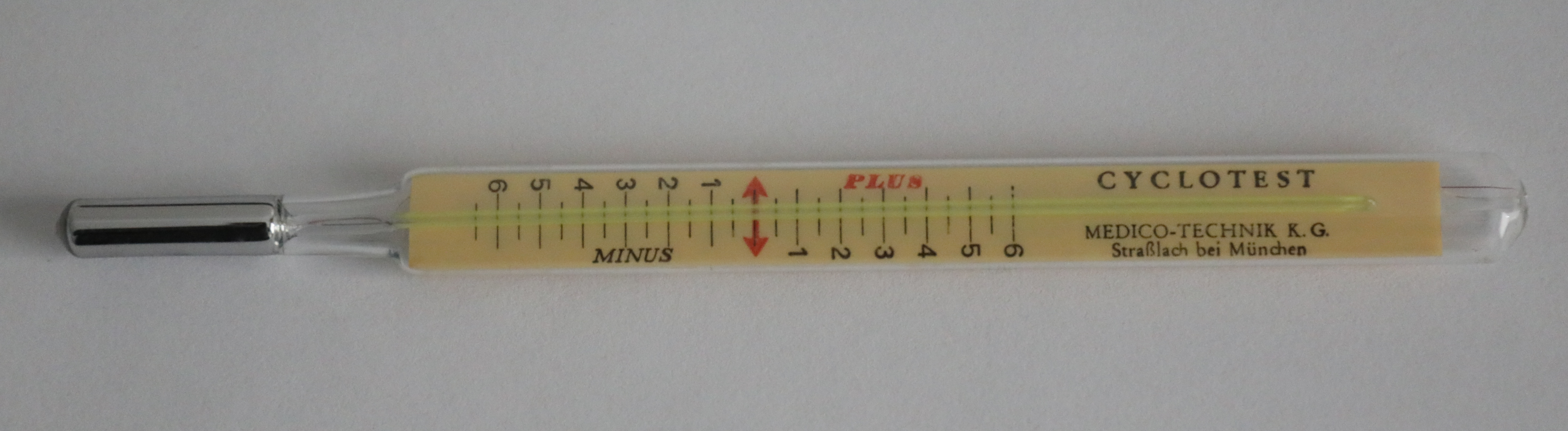
Zyklusthermometer der Firma Medico-Technik, 1960er Jahre

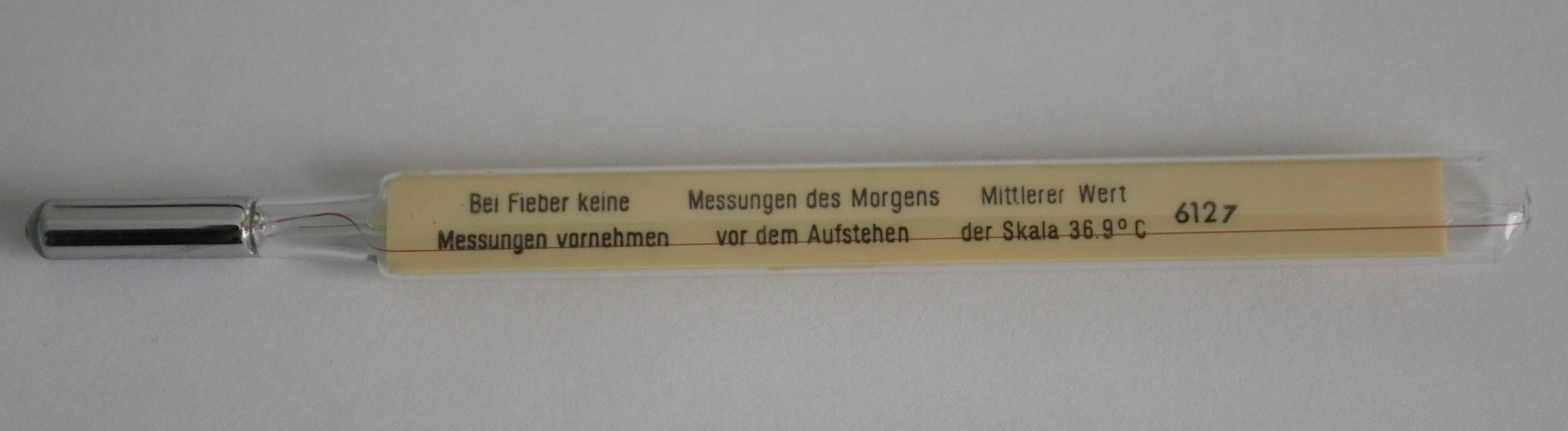
Zyklusthermometer, Rückseite mit Hinweisen

Der Beginn der unfruchtbaren Phase wird durch mindestens drei aufeinanderfolgende Tage erhöhter Basaltemperatur bestimmt, wobei der letzte Messpunkt mindestens 0,2 °C über dem höchsten Punkt der vorausgehenden sechs Tage liegen muss. Der in der Grafik eingezeichnete wahrscheinliche Tag des Eisprungs kann nur rückwirkend nach Erkennung der Temperaturerhöhung zugeordnet werden.
Das Ende der unfruchtbaren Phase liegt spätestens acht Tage vor dem ersten Tag erhöhter Temperatur in den vergangenen zwölf Zyklen (Grafik: Tag 14−8 = Tag 6 im nächsten Zyklus). Bei strenger und somit sicherer Anwendung der Temperaturmethode wird bei unterschiedlich langen Zyklen die gesamte erste Zyklushälfte als unsicher betrachtet, um auch ungewöhnlich frühe Ovulationen zu berücksichtigen. In dieser Zeit müssten dann gegebenenfalls zusätzliche Verhütungsmethoden angewandt werden. Die Aufzeichnung der Temperaturkurve des jeweiligen Zyklus ist außer mit einem Datenblatt seit einiger Zeit auch elektronisch (als Excel-Tabelle oder im Internet) oder vollautomatisch mittels eines Temperaturmesspflasters möglich.